# Lasioglossum platychilum
Lasioglossum platychilum är en biart som beskrevs av Walker 1999. Lasioglossum platychilum ingår i släktet smalbin, och familjen vägbin. Inga underarter finns listade i Catalogue of Life.

## Bildgalleri

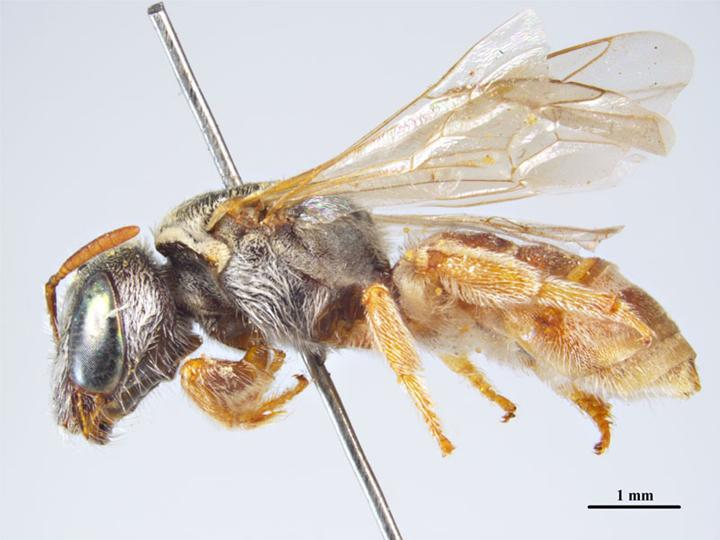
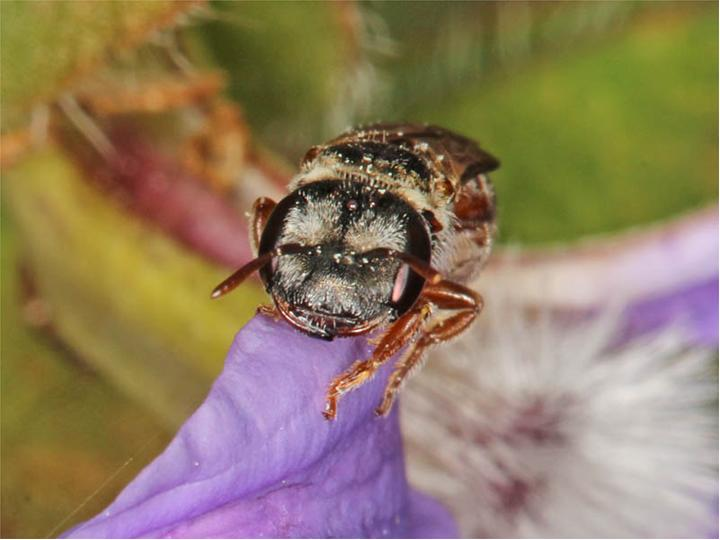
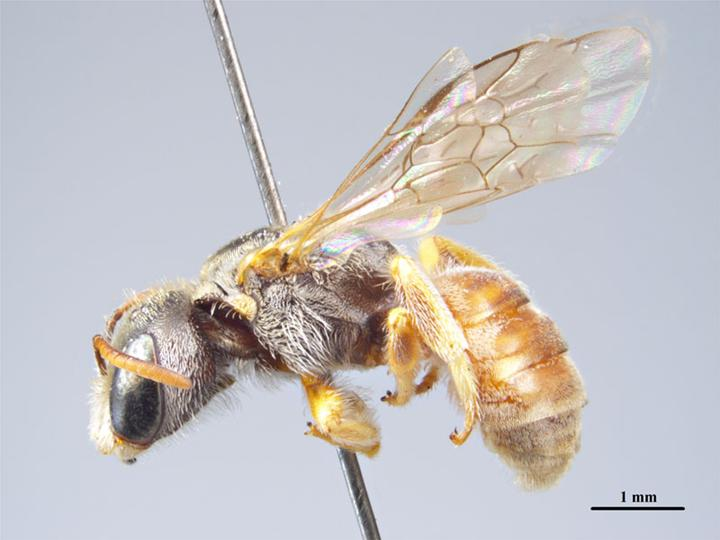